# 丘爾達米爾
丘爾達米爾是阿塞拜疆的城鎮，也是丘爾達米爾區的首府，位於該國中部庫拉河左岸的庫拉-阿拉斯低地，距離首都巴庫189公里，處於海平面以下9米，2010年人口19,088。